# James Stacy
James Stacy, artiestennaam van Maurice William Elias (Los Angeles, 23 december 1936 – Ventura, 15 september 2016), was een Amerikaans acteur.
Hij werd in zowel 1978 (voor zijn hoofdrol als Kenny Briggs in de televisiefilm Just a Little Inconvenience) als in 1986 (voor zijn eenmalige gastrol als Ted Peters in de politieserie Cagney & Lacey) genomineerd voor een Primetime Emmy Award. Stacy maakte in 1956 zijn acteerdebuut als Fred in de komedieserie The Adventures of Ozzie and Harriet. Zijn eerste filmrol volgde een jaar later, als een niet bij naam genoemde verslaggever in de romantische dramafilm Sayonara.
Stacy stopte in 1991 met acteren. Zijn broer Louie Elias werkte van 1957 tot en met 1991 eveneens als acteur. In de western Posse uit 1975 zijn ze samen te zien als Harold Hellman (Stacy) en Rains (Elias).
James Stacy overleed in 2016 op 79-jarige leeftijd.

## Filmografie
*Exclusief 8 televisiefilms
- F/X2 (1991)
- Something Wicked This Way Comes (1983)
- Double Exposure (1983)
- Posse (1975)
- Flareup (1969)
- Like Father, Like Son (1965)
- A Swingin' Summer (1965)
- Winter A-Go-Go (1965)
- Summer Magic (1963)
- Lafayette Escadrille (1958)
- South Pacific (1958)
- Sayonara (1957)

## Televisieseries
*Exclusief eenmalige gastrollen
- Wiseguy - Ed/Mark Rogosheske (1990, vijf afleveringen)
- Lancer - Johnny Madrid Lancer (1968-1970, 51 afleveringen)
- Gunsmoke - Bob Johnson (1967, twee afleveringen)
- The Adventures of Ozzie and Harriet - Fred (1956-1964, 26 afleveringen)

## Privéleven
Stacy trouwde in 1963 met actrice Connie Stevens, maar hun huwelijk strandde drie jaar later. In 1968 hertrouwde hij met actrice Kim Darby, met wie hij dochter Heather kreeg. Ook hun huwelijk eindigde in een echtscheiding, vijftien maanden nadat het begon.
Toen Stacy in 1973 met zijn vriendin Claire Cox op de motor zat, werden de twee geschept door een dronken automobilist. Hierdoor kwam Cox om het leven en verloor hij een arm en een been.
Stacy werd in 1995 aangeklaagd vanwege het seksueel misbruik van een elfjarig meisje. Hij accepteerde de aanklacht zonder verweer en zonder officieel schuld te bekennen ('nolo contendere'). Voor zijn straf werd uitgesproken, vluchtte Stacy naar Honolulu. Daar probeerde hij zelfmoord te plegen door een afgrond van honderden meters diep in te springen. Hij belandde hierbij op een richel veertien meter lager en overleefde de val. Na zijn herstel werd Stacy in maart 1996 veroordeeld tot zes jaar gevangenisstraf, die hij volledig uitzat in het California Institution for Men in Chino.
- Biblioteca Nacional de España: XX4903645
- Bibliothèque nationale de France: cb16112312p (data)
- Gemeinsame Normdatei: 1018329226
- International Standard Name Identifier: 0000 0003 6858 7680
- Library of Congress Control Number: no2002031305
- Nederlandse Thesaurus van Auteursnamen: 396626599
- SNAC: w6bx0gts
- Système universitaire de documentation: 122897161
- Virtual International Authority File: 73518686
- WorldCat: E39PBJhX9YdRgJcXJdbGvkhGpP